# Carry On (filmographie)
Pour les articles homonymes, voir Carry On.
 (décembre 2021).
La série de films Carry On est un ensemble de comédies britanniques, ayant également donné lieu à des spectacles et des émissions de télévision, produits entre 1958 et 1992.
Distribués par Anglo-Amalgamated de 1958 à 1966 et par Rank Organization de 1967 à 1978, les films ont tous été réalisés aux studios Pinewood. L'humour de la série repose en grande partie sur des insinuations et ont un double sens. Il y a dans cette franchise trente-et-un films, trois émissions spéciales de Noël, une série télévisée de treize épisodes et trois pièces de théâtre dans le West End.  
Tout a été réalisé dans un court délai et avec un budget strict.

## Filmographie
|    | Titre                                                    | Année | Scénariste                  | Musique          | Distribution                                | Coût de la production      | Notes |
| -- | -------------------------------------------------------- | ----- | --------------------------- | ---------------- | ------------------------------------------- | -------------------------- | --- |
| 1  | Allez-y Sergent ! (Carry On Sergeant !)                  | 1958  | Norman Hudis                | Bruce Montgomery | Anglo-Amalgamated                           | 74 000 £ (~ 64 000 €)      | Ce film est basé sur le roman The Bull Boys par R.F. Delderfield, filmé par John Antrobus. C'est le seul film de la série mettant en vedette Bob Monkhouse, qui jouait un rôle principal. William Hartnell joue le rôle du sergent. Le film comprend ses acteurs habituels : Kenneth Williams, Kenneth Connor, Charles Hawtrey, Hattie Jacques et Terry Scott. Le tournage du film a duré de mars à mai 1958 et le film est sorti en août de la même année. Le film a été le troisième plus gros succès du box-office du mois d'août 1958. |
| 2  | Un thermomètre pour le colonel (Carry On Nurse)          | 1959  | Norman Hudis                | Bruce Montgomery | Anglo-Amalgamated                           | 71 000 £ ( ~ 61 000 €)     | Ce film est basé sur la pièce de théâtre Ring for Catty de Patrick Cargill et Jack Beal. C'était le premier film pour Joan Sims. Le film est devenu un succès incontournable. La critique de film, Dilys Powell pense que : «c'est une bouffée de bonne humeur, vulgaire, un film amusant de music-hall. Sans intrigue, et une série d'incidents humoristiques, comique et d'excellent jeu d'acteur.» Le tournage a eu lieu en novembre 1958 et s'est terminé le mois suivant. Le film est sorti en mars 1959. |
| 3  | Le collège s'en va-t-en guerre (Carry On Teacher)        | 1959  | Norman Hudis                | Bruce Montgomery | Anglo-Amalgamated                           | 82 000 £ ( ~ 72 000 €)     | Ted Ray, un comédien de radio populaire a joué dans ce film, ayant du succès en radio pendant la Seconde Guerre mondiale et après. Il était sous contrat avec ABC Films, s'est avéré être très populaire auprès du public lorsque le film sorti et par conséquent, Peter Rogers a prévu de l'engager pour un autre film. Cependant, les producteurs d'ABC étaient furieux du succès de Ted Ray avec un producteur rival et lui ont demandé d'arrêter de tourner pour Carry On. Peter Rogers a été menacé d'être poursuivi en justice et a été forcé de trouver un autre acteur principal. |
| 4  | Les loustics à l'hosto (Carry on Constable)              | 1960  | Norman Hudis                | Bruce Montgomery | Anglo-Amalgamated                           | 82 000 £ ( ~ 72 000 €)     | Premier film de la série avec Sid James comme personnage principal même si le scénario avait été écrit pour Ted Ray à l'origine. Le film a été tourné avec plus de matériel prêtés par John Antrobus et Brock Williams mais leurs efforts ont été omis pour le script final. Pour s'inspirer, Norman Hudis travaillait discrètement avec les policiers de Slough, où à l'époque, il y avait une épidémie de grippe. Norman Hudis utilise l'épidémie comme base du film. Le tournage a commencé en novembre 1959 et se termina le mois suivant. Le film sort en février 1960. Les critiques sont mitigées : Kinematograph Weekly écrit «Ne fait pas d'erreur, Les loustics à l'hosto donnera de grande maisons aux exposants.» tandis qu'un correspondant de The Times pense que le film est «peu recommandable avec plusieurs bonnes idées, mais il y a trop de matériel pour une modeste série de sketchs à la télévision qui inclut la police.»                                                                                               |
| 5  | Carry On Regardless                                      | 1961  | Norman Hudis                | Bruce Montgomery | Anglo-Amalgamated                           | 100 000 £ ( ~ 90 000 €)    | Ce film est le seul de la série à ne pas suivre l'intrigue ; cela consiste en une série de sketchs. En dehors de la série, ce film a nécessité plus de matériel et plus de montage. Hattie Jacques était initialement prévue pour jouer un rôle principal dans le film mais sa maladie l'a empêchée de le faire et la production lui a confié un rôle moins important comme directrice de l'hôpital en échange de 100 £ ( ~ 90 €) de frais. Le film a été fait en 7 semaines et est sorti en mars 1961. |
| 6  | La folle croisière (Carry On Cruising)                   | 1962  | Norman Hudis                | Bruce Montgomery | Anglo-Amalgamated                           | 140 000 £ ( ~ 130 000 €)   | Le scénariste Michael Pertwee a écrit deux scripts entiers intitulés : Carry On Flying et Carry On Smoking qui sont basés sur la vie de sapeurs-pompiers. Peter Rogers n'était pas très enthousiaste par l'idée de ce film car il craignait qu'à la sortie de celui-ci un désastre impliquant un avion ou un incendie aurait lieu. Il a alors demandé à Talbot Rotwell un nouveau scénario sur le thème du camping. Encore une fois, Peter Rogers n'était pas très enthousiaste alors il demanda à nouveau à Norman Hudis d'adapter un scénario de film à partir d'un roman écrit par Eric Baker, basé sur un groupe de vacanciers pendant une croisière sur la méditerranée. Le tournage commence le 8 janvier 1962 et se termine deux mois plus tard. Le film est entièrement en couleurs et est sorti en avril 1962. |
| 7  | Carry On Cabby                                           | 1963  | Talbot Rotwell              | Eric Rogers      | Anglo-Amalgamated                           | ~ 150 000 £ ( ~ 140 000 €) | Ce film est tourné au format noir et blanc, étant le premier film mettant en vedette Jim Dale. Le film est basé sur une scène jouée par Dick Hills et Sid Green appelée Call me a Cab et le film devait s'intituler ainsi, mais la production refusa. Call me a Cab est le titre alternatif du film. Cabby est le premier film écrit par Talbot Rotwell, qui a mis deux semaines pour écrire le scénario. Pendant le casting initial, Charles Hawtrey ne savait pas conduire alors il a appris durant une semaine puis a passé le permis juste avant le tournage en mars 1963. Le tournage dure deux mois et sort en Juin 1963. |
| 8  | Les révoltés du Vénus (Carry On Jack)                    | 1963  | Talbot Rotwell              | Eric Rogers      | Anglo-Amalgamated                           | 152 000 £ ( ~ 142 000 €)   | C'est le deuxième film de la série Carry On à être tourné en couleurs. Il était originellement prévu d'être séparé de la série Carry On et aurait dû s'appeler Up the Armada. Cependant, le British Board of Film Censors a rejeté le titre, le qualifiant d'impoli. Peter Rogers l'a renommé comme faisant partie de la série. Carry On Jack était le premier film d'une série nommée Carry On Mate. Juliet Mills a été sélectionnée pour jouer dans les deux films précédents de Peter Rogers : Twice Round The Daffodils (1962) et Nurse On Wheels (1963). Le tournage a commencé en septembre 1962 et s'est fini le mois suivant. Il est sorti en novembre 1962. |
| 9  | Agent secret 00.0H contre docteur Crow (Carry On Spying) | 1964  | Talbot Rotwell, Sid Collin. | Eric Rogers      | Anglo-Amalgamated                           | 148 000 £ ( ~ 138 000 €)   | C'est le dernier film de la série à être réalisé en noir et blanc et le premier mettant en vedette Barbara Windsor. Ce film est une parodie de la série de films James Bond. Peter Rogers inscrit le titre Carry On Spying en 1962 en raison du succès que le premier film James Bond : Dr No., a eu la même année. Mécontent du script initial écrit par Norman Hudis, Peter Rogers demande à Talbot Rotwell et Sid Collin de collaborer ensemble pour écrire un scénario. Les producteurs de James Bond, Albert R Broccoli et Harry Saltzman, ont menacé Peter Rogers de l'envoyer en justice pendant la production du film car le personnage interprété par Charles Hawtrey s'appelle James Bind. Finalement, le nom du personnage s'est changé en Charlie Bind. Le tournage a commencé en février 1964 et s'est terminé le mois suivant. Il est sorti en juin 1964. |
| 10 | Arrête ton char Cléo (Carry On Cleo)                     | 1964  | Talbot Rotwell              | Eric Rogers      | Anglo-Amalgamated                           | ~ 195 000 £ (~ 185 000 €)  | «C'est l'un des films le plus somptueux de la série Carry On. Ce n'est pas le plus drôle mais il reste drôle à certains moments et créé des fous rire avec des efforts plus ambitieux que l'équipe de Taylor-Burton-Harrison.» écrit le Daily Mail en 1964 sur le film. Il a été fait après le film Hollywoodien Cléopâtre de 1963 et la production d'Arrête ton char Cléo a réutilisé les costumes et les décors abandonnés du film Cléopâtre. Le tournage a commencé en juillet et s'est terminé en août 1964. Il est sorti en octobre de la même année. |
| 11 | Carry On Cowboy                                          | 1965  | Talbot Rotwell              | Eric Rogers      | Anglo-Amalgamated                           | 195 000 £ ( ~ 185 000 €)   | C'est le premier film de la série à mettre en vedette Peter Butterworth et Bernard Bresslaw. Le compositeur Eric Rogers fait un petit cameo dans le film en tant que chef d'une bande dans le saloon. Le tournage a commencé en juillet et s'est terminé en septembre 1965. Il est sorti en novembre de la même année. |
| 12 | Carry On Screaming                                       | 1966  | Talbot Rotwell              | Eric Rogers      | Anglo-Amalgamated                           | 197 000 £ ( ~ 187 000 €)   | Sid James, qui se rétablissait d'une crise cardiaque, a été remplacé par Harry H. Corbett en tant que personnage principal. La durée du film est de 98 minutes, c'est le film le plus long de la série. La musique du début du film est sorti en vinyle sur un 45 tour en 1966. C'est chanté par le musicien Boz Burrell, bien que la version utilisée dans le film (crédité par «Anon») est chanté par Ray Pilgrim. |
| 13 | Don't Lose Your Head                                     | 1966  | Talbot Rotwell              | Eric Rogers      | Rank Organisation                           | 200 000 £ ( ~ 190 000 €)   | En 1966, Anglo Amalgamated nomme Nat Cohen comme étant leur nouveau directeur. Cohen n'aimant pas la série Carry On, Peter Rogers se tourne alors vers Rank Organisation afin de passer un accord. L'accord a été confirmé en quelques jours à condition que le délai préfix posé sur Carry On soit omis. Peter Rogers a blâmé les bas revenus pour Don't Lose Your Head et le film suivant Follow that Camel a cause du changement de titre. Lors de la sortie générale, le préfixe Carry On fut rajouté au titre. La réintégration du préfixe Carry On a entraîné une augmentation des recettes, amenant Rank Organisation à rétablir le nom pour le film Carry On Doctor en 1967. |
| 14 | Follow that Camel                                        | 1967  | Talbot Rotwell              | Eric Rogers      | Rank Organisation                           | ~ 289 000 £ ( ~ 279 000 €) | Librement basé sur le roman de P.C.Wren, Beau Geste, Peter Rogers décide de prendre Phil Silvers à la place de Sid James qui se remet d'une crise cardiaque survenue quelques mois auparavant. Phil Silvers a avoué être payé 400 000 £ au total, le salaire le plus haut pour un acteur. |
| 15 | Infirmières en folie (Carry On Doctor)                   | 1967  | Talbot Rotwell              | Eric Rogers      | Rank Organisation                           | 214 000 £ ( ~ 204 000 €)   | C'est le premier film basé sur le médical depuis huit ans. Il met en vedette le comédien Frankie Howerd. C'est aussi le dernier film de Peter Rogers. Joan Sims était prévue pour jouer la matron (en) après son succès dans Doctor In Clover mais elle a été remplacée par Hattie Jacques. Ce film est aussi le quatrième de la série Carry On à avoir des illustrations durant le générique. Ils ont été dessinés par Larry, un caricaturiste britannique. Le tournage a eu lieu en septembre 1967 et s'est terminé le mois suivant. Le film est sorti en décembre 1967. |
| 16 | Carry On...Up The Khyber                                 | 1968  | Talbot Rotwell              | Eric Rogers      | Rank Organisation                           | 260 000 £ ( ~ 250 000 €)   | Le film a été tourné à Snowdonia, au Nord du Pays de Galles. C'est le seul film à être tourné en dehors de l'Angleterre. Le British Film Institute l'a classé 99e au sondage des 100 films jamais fait. Malgré le calendrier du tournage serré de deux mois, il a fallu trois jours pour terminer la scène du dîner final. Le tournage a débuté en mars et s'est terminé en mai 1968 et le film est sorti en août 1968. |
| 17 | Les cinglés du camping (Carry On Camping)                | 1969  | Talbot Rotwell              | Eric Rogers      | Rank Organisation                           | ~ 210 000 £ ( ~ 200 000 €) | À sa sortie, le film s'est placé numéro 1 du box office de 1969. Il est connu pour la séquence où Barbara Windsor retire son soutien-gorge durant ses exercices matinaux. Cette séance était considérée comme si osée que l'Irlande a banni le film. Le tournage a eu lieu entre octobre et novembre 1968 et est sorti en juillet 1969. |
| 18 | Carry On Again Doctor                                    | 1969  | Talbot Rotwell              | Eric Rogers      | Rank Organisation                           | 219 000 £ ( ~ 209 000 €)   | Le film est le dernier à mettre en vedette Jim Dale. Il a insisté pour effectuer lui-même les cascades et finalement, il s'est cassé un bras. Le compositeur Eric Rogers fait sa deuxième apparition dans la série et tient le rôle d'un joueur de trompette durant la séquence de danse à l'hôpital. Le tournage a commencé le 17 mars 1969 et s'est terminé trois semaines après. Le film est sorti au mois d'août de la même année. |
| 19 | Les cinglés en safari (Carry On Up the Jungle)           | 1970  | Talbot Rotwell              | Eric Rogers      | Rank Organisation                           | 210 000 £ ( ~ 200 000 €)   | En pré-production, le film aurait dû s'appeler Carry On Tarzan mais le nom Tarzan est la propriété du romancier Edgar Rice Burroughs. C'est le deuxième et dernier film à mettre en vedette Frankie Howerd. Le scénario était initialement prévu pour Kenneth Williams. Le tournage a commencé en octobre 1969 et s'est terminé quelques semaines plus tard. Le film est sorti en mars 1970. |
| 20 | La marieuse électronique (Carry On Loving)               | 1970  | Talbot Rotwell              | Eric Rogers      | Rank Organisation                           | 215 000 £ ( ~ 205 000 €)   | Talbot Rothwell avait initialement appelé le film Carry On Courting mais Peter Rogers a changé le nom pour Carry On Loving. C'est l'un des films les moins chers de la série, mais qui a fait un des plus gros profits au box-office. Dick Richards du Daily Mirror a écrit «Talbot Rothwell attise les situations drôles» tandis que le Daily Express prédit que «les amoureux amusants qui ont afflué au cinéma et qui ont fait des films avec autant de succès qui sera sans aucun doute affluant.» Le tournage a eu lieu en mai et s'est terminé en juin 1970. Le film est sorti en septembre 1970. |
| 21 | Carry On Henry                                           | 1971  | Talbot Rotwell              | Eric Rogers      | Rank Organisation                           | 223 000 £ ( ~ 213 000 €)   | En pré-production, le film aurait dû s'appeler Anne of a Thousand Lays, c'était un titre suggéré, une parodie du film de Richard Burton, Anne of The Thousand Days. Sid James porte le même costume que Richard Burton dans le film. Gerald Thomas a réussi à obtenir la permission de la famille royale pour filmer dans les jardins du Château de Windsor - une première pour un film anglais. Le tournage a eu lieu en octobre 1970 et s'est terminé le mois suivant. Le film est sorti en février 1971. |
| 22 | Carry On at your Convenience                             | 1971  | Talbot Rotwell              | Eric Rogers      | Rank Organisation                           | 220 000 £ ( ~ 210 000 €)   | Le film est connu sous le nom de Carry On Round the Bend en dehors du Royaume-Uni et est la première perte de la série au box-office. L'échec est dû au thème politique du film sur le mouvement syndical en décrivant les militants syndicaux comme des fauteurs de troubles et incompétents. Le profit sur le film n'a été réalisé qu'en 1976, après plusieurs ventes internationales et télévisées. |
| 23 | Les cinglés à la maternité (Carry On Matron)             | 1972  | Talbot Rotwell              | Eric Rogers      | Rank Organisation                           | ~ 225 000 £ ( ~ 215 000 €) | C'est le dernier film à se baser sur le milieu médical de la série. Norman Hudis a été initialement choisi pour écrire le scénario du 23e film de la série. Toutefois, en raison de son appartenance à la Writers Guild of America, des difficultés sont apparus et le contrat n'a jamais été signé. Le tournage a commencé en octobre 1971 et c'est le premier film à mettre en vedette Jack Douglas, qui a été payé 25 £ pour son rôle qui a été tourné en un jour. Le tournage s'est terminé en novembre 1971 et le film est sorti en mai 1972. |
| 24 | L'île en folie (Carry On Abroad)                         | 1972  | Talbot Rotwell              | Eric Rogers      | Rank Organisation                           | 225 000 £ ( ~ 215 000 €)   | Le tournage pour ce film a commencé en avril 1972 et est le dernier à mettre en vedette Charles Hawtrey. Tourné intégralement en Angleterre, le film a été achevé en un mois et est sorti en décembre 1972. Tous les acteurs de la série Carry On apparaissent dans ce film, seul Jim Dale et Terry Scott manquent. |
| 25 | Carry On Girls                                           | 1973  | Talbot Rotwell              | Eric Rogers      | Rank Organisation                           | ~ 205 000 £ ( ~ 195 000 €) | Le tournage s'est déroulé pendant 6 semaines et a débuté le 16 avril 1973 à Brighton. Gerald Thomas voulait que Kenneth Williams soit le personnage principal mais ce dernier a refusé à cause d'engagements au théâtre. Gerald Thomas insiste pour que Kenneth Williams apparaisse dans le film même en faisant un rôle secondaire ou en tant que figurant mais ce dernier refuse une nouvelle fois. Une fête a été organisée chez le comédien écossais Jimmy Logan pour son deuxième engagement avec la série. Le film est sorti en novembre 1973. |
| 26 | Carry On Dick                                            | 1974  | Talbot Rotwell              | Eric Rogers      | Rank Organisation                           | 245 000 £ ( ~ 235 000 €)   | En 1974, Talbot Rothwell n'était pas sûr de renouveler son contrat avec Peter Rogers, forçant Peter Rogers à recruter les écrivains Lawrie Wyman et George Evans à produire le scénario. Toutefois, Talbot Rothwell a décidé d'accepter le contrat à la dernière minute et Lawrie Wyman et George Evans ont été abandonnés. L'intrigue a été reconnue dans les crédits comme basée sur les écrits de Lawrie Wyman et George Evans. En raison de la pression exercée pour produire un scénario de qualité dans un temps limité, Talbot Rotwell a été contraint d'arrêter à mi-projet après avoir subi une crise d'épuisement nerveux. C'est le dernier film de Talbot Rotwell pour la série mais aussi le dernier mettant en vedette Hattie Jacques et Sid James. Le tournage a commencé en mars 1974 et s'est terminé un mois plus tard. Le film est sorti en juillet de la même année. |
| 27 | Carry On Behind                                          | 1975  | Dave Freeman                | Eric Rogers      | Rank Organisation                           | 217 000 £ ( ~ 207 000 €)   | Talbot Rotwell étant très occupé pour écrire les scénarios, Peter Rogers a donc embauché Dave Freeman pour le script du 27e film de la série. Le mannequin allemand Elke Sommer a été payé 30 000 £ ( ~ 20 000 €) pour jouer le rôle d'Anna Vooshka, une experte romaine. C'est le dernier film de la série à mettre en vedette Bernard Bresslaw et Patsy Rowlands. Le tournage a commencé en mars 1975 et s'est terminé le mois suivant. Le film est sorti en décembre de la même année. |
| 28 | Carry On England                                         | 1976  | David Pursall, Jack Seddon  | Max Harris       | Rank Organisation                           | 250 000 £ ( ~ 240 000 €)   | Le film était à la base un simple épisode de télévision pour la série Carry On Laughing, mais les écrivains David Pursall et Jack Seddon ont demandé à adapter leur scénario - The Busting of Balsy - en tant que film. C'est le seul film de la série à être financé en partie par Peter Rogers et Gerald Thomas : Rank Organization refusant de financer entièrement le film. Patrick Mower a été choisi pour le personnage principal, remplaçant Sid James qui meurt en mai 1976, un mois avant le tournage du film. Il a fallu un mois pour tourner le film et il sortit en octobre 1976. Dû à un extrait de seins nus et au mot «Fokker», le film est sorti avec une évaluation «AA» qui signifie une interdiction aux personnes de moins de 14 ans de voir le film. |
| 29 | That's Carry On !                                        | 1977  | Tony Church                 | Eric Rogers      | Rank Organisation                           | 30 000 £ ( ~ 20 000 €)     | Ce film est une compilation présenté par Barbara Windsor et Kenneth Williams. C'est la 10e et dernière apparence de Barbara Windsor dans la série. L'idée a été inspirée de la compilation populaire Il était une fois Hollywood (That's Entertainment!) par Metro-Goldwyn-Mayer. Le film a été co-produit par EMI et fait un flop au box-office. |
| 30 | Carry On Emmannuelle                                     | 1978  | Lance Peters                | Eric Rogers      | Rank Organisation, Hemdale Film Corporation | 320 000 £ ( ~ 310 000 €)   | Rank Organisation ayant complètement quitté la série l'année précédente, Peter Rogers a été approché par la société d'investissement privée Cleves Investments qui a investi 349 000 £ ( ~ 339 000 €) pour la nouvelle production. Peter Rogers souhaitait capitaliser la popularité de la série Confessions of... qui connaît un grand succès auprès du public britannique au cinéma et a ainsi engagé l'auteur australien Lance Peters, un remarquable écrivain de comédies sexuelles, pour produire un scénario. Emmannuelle a marqué la fin d'une ère: ce n'était pas seulement le dernier film en quatorze ans mais c'était aussi le dernier mettant en vedette Peter Butterworth, Kenneth Williams, Kenneth Connor et Joan Sims. Le tournage du film a commencé en avril 1978 et s'est terminé le mois suivant. Il est sorti en novembre de la même année. En raison de la nature sexuelle accrue du film, une évaluation «AA» au Royaume-Uni a été donnée, signifiant une interdiction aux personnes de moins de 14 ans de voir le film. |
| 31 | Carry On Colombus                                        | 1992  | Dave Freeman, John Antrobus | John Du Prez     | Island World                                | 2 500 000 £ (~2 490 000 €) | Conçu et produit par John Goldstone, ce film est le plus cher de la série Carry On. Il a bénéficié d'un soutien financier de la Twentieth Century Fox et le tournage a commencé en avril 1992. Pour que la sortie du film coïncide avec le 500e anniversaire du voyage de Christophe Colomb en Amérique, Peter Rogers engage Dave Freeman pour produire un scénario en un temps record. La nouvelle génération de comédiens inclut : Rik Mayall, Keith Allen, Alexei Sayle et Julian Clary. Jim Dale joue un personnage principal dans le film tandis que Jack Douglas obtient un petit rôle. Frankie Howerd a été invité à jouer un rôle dans le film mais il meurt deux jours avant le tournage du film. |

## Télévision
|    | Titre                                                 | Date             | Durée      | Scénariste                       | Distribution |
| -- | ----------------------------------------------------- | ---------------- | ---------- | -------------------------------- | --- |
| 32 | Carry On Christmas                                    | 24 décembre 1969 | 50 minutes | - Talbot Rothwell                | - Sid James, - Terry Scott, - Charles Hawtrey, - Hattie Jacques, - Barbara Windsor, - Bernard Bresslaw, - Peter Butterworth - Frankie Howerd                              |
| 33 | Carry On Again Christmas                              | 24 décembre 1970 | 50 minutes | - Dave Freeman - Sid Collin      | - Sid James, - Terry Scott, - Charles Hawtrey, - Kenneth Connor, - Bernard Bresslaw, - Bob Todd, - Wendy Richard - Barbara Windsor                                        |
| 34 | Carry On Christmas                                    | 20 décembre 1972 | 50 minutes | - Talbot Rothwell - Dave Freeman | - Hattie Jacques, - Joan Sims, - Barbara Windsor, - Kenneth Connor, - Peter Butterworth, - Norman Rossington, - Jack Douglas, - Brian Oulton - Valerie Leon               |
| 35 | What a Carry On !                                     | 4 octobre        | 50 minutes | - Archives                       | - Sid James, - Barbara Windsor, - Kenneth Connor, - Peter Butterworth, - Bernard Bresslaw - Jack Douglas                                                                  |
| 36 | Carry On Christmas                                    | 24 décembre 1973 | 50 minutes | - Talbot Rothwell                | - Sid James, - Joan Sims, - Barbara Windsor, - Kenneth Connor, - Peter Butterworth, - Bernard Bresslaw - Julian Holloway                                                  |
| 37 | Carry On Laughing : The Prisoner of Spenda            | 4 janvier 1975   | 21 minutes | - Dave Freeman                   | - Sid James, - Barbara Windsor, - Peter Butterworth, - Joan Sims, - Kenneth Connor, - Jack Douglas, - David Lodge - Ronnie Brody                                          |
| 38 | Carry On Laughing : The Baron Outlook                 | 11 janvier 1975  | 24 minutes | - Dave Freeman                   | - Sid James, - Joan Sims, - Barbara Windsor, - Kenneth Connor, - Peter Butterworth, - Diane Langton - David Lodge                                                         |
| 39 | Carry On Laughing : The Sobbing Cavalier              | 18 janvier 1975  | 23 minutes | - Dave Freeman                   | - Sid James, - Jack Douglas, - Barbara Windsor, - Joan Sims, - Peter Butterworth - David Lodge                                                                            |
| 40 | Carry On Laughing : Orgy and Bess                     | 25 janvier 1975  | 23 minutes | - Barry Cryer - Dick Vosburgh    | - Sid James, - Kenneth Connor - Barbara Windsor, - Hattie Jacques - Jack Douglas                                                                                          |
| 41 | Carry On Laughing : One in the Eye for Harold         | 1er février 1975 | 24 minutes | - Lew Schwarz                    | - Jack Douglas, - Kenneth Connor, - Joan Sims, - Diane Langton, - David Lodge - Norman Chappell                                                                           |
| 42 | Carry On Laughing : The Nine Old Cobblers             | 8 février 1975   | 24 minutes | - Dave Freeman                   | - Jack Douglas, - Kenneth Connor, - Joan Sims, - Barbara Windsor - David Lodge                                                                                            |
| 43 | Carry On Laughing : Under the Round Table             | 26 octobre 1975  | 25 minutes | - Lew Schwarz                    | - Kenneth Connor, - Joan Sims, - Peter Butterworth, - Bernard Bresslaw, - Jack Douglas, - Oscar James, - Victor Maddern, - Norman Chappell, - Ronnie Brody - Brian Capron |
| 44 | Carry On Laughing : The Case of the Screaming Winkles | 2 novembre 1975  | 24 minutes | - Dave Freeman                   | - Jack Douglas, - Kenneth Connor, - Joan Sims, - Peter Butterworth - David Lodge                                                                                          |
| 45 | Carry On Laughing : And in My Lady's Chamber          | 9 novembre 1975  | 25 minutes | - Lew Schwarz                    | - Kenneth Connor, - Joan Sims, - Peter Butterworth, - Bernard Bresslaw, - Jack Douglas, - Sherrie Hewson, - Andrew Ray - Carol Hawkins                                    |
| 46 | Carry On Laughing : Short Knight, Long Daze           | 16 novembre 1975 | 24 minutes | - Lew Schwarz                    | - Kenneth Connor, - Barbara Windsor, - Joan Sims, - Peter Butterworth, - Bernard Bresslaw, - Jack Douglas, - Norman Chappell - Brian Capron                               |
| 47 | Carry On Laughing : The Case of the Coughing Parrot   | 23 novembre 1975 | 24 minutes | - Dave Freeman                   | - Jack Douglas, - Kenneth Connor, - Joan Sims, - David Lodge, - Sherrie Hewson, - Peter Butterworth, - Norman Chappell - Johnny Briggs                                    |
| 48 | Carry On Laughing : Who Needs Kitchener?              | 30 novembre 1975 | 25 minutes | - Lew Schwarz                    | - Kenneth Connor, - Barbara Windsor, - Jack Douglas, - Joan Sims, - Bernard Bresslaw, - Andrew Ray, - Sherrie Hewson - Carol Hawkins                                      |
| 49 | Carry On Laughing : Lamp Posts of the Empire          | 7 décembre 1975  | 24 minutes | - Lew Schwarz                    | - Barbara Windsor, - Kenneth Connor, - Jack Douglas, - Bernard Bresslaw, - Peter Butterworth, - Oscar James, - Norman Chappell - Michael Nightingale                      |
| 50 | Christmas Classics                                    | 22 décembre 1983 | 24 minutes | - Talbot Rothwell - Dave Freeman | - Kenneth Williams - Barbara Windsor |

## Spectacles sur scène
| Titre                       | Date                       | Théâtre                           | Scénario                                           | Distribution                                                                                             |
| --------------------------- | -------------------------- | --------------------------------- | -------------------------------------------------- | --- |
| Carry On London             | octobre 1973 - mars 1975   | Théâtre Victoria Palace - Londres | - Talbot Rothwell, - Dave Freeman, - Eric Merriman | - Sid James, - Barbara Windsor, - Kenneth Connor, - Peter Butterworth, - Bernard Breslaw, - Jack Douglas |
| Carry On Laughing           | juin 1976 - septembre 1976 | Royal Opera House - Scarborough   | - Sam Scree                                        | - Liz Frazer, - Kenneth Connor, - Peter Butterworth, - Jack Douglas, - Anne Aston                        |
| Wot a Carry On in Blackpool | mai 1992 - octobre 1992    | North Pier - Blackpool            | - Barry Cryer - Dick Vosburgh                      | - Bernard Breslaw - Barbara Windsor                                                                      |

## Sources
- Robert Ross, The Carry On Companion, Londres, Batsford, 1996 (ISBN 978-0-7134-8771-8)
- Robert Ross, The Carry On Story, Londres, Reynolds and Hearn Ltd, 2005 (ISBN 978-1-903111-96-3)
- Cliff Goodwin, Sid James : A Biography, Londres, Random House, 2011 (ISBN 978-0-7535-4682-6)
- I. Q. Hunter et Laraine Porter, British Comedy Cinema, Londres, Routledge, 2012 (ISBN 978-0-415-66667-1)
- Kevin Snelgrove, The Carry On Book of Statistics, Somerset, KAS Publications, 2003 (ISBN 978-0-9544200-0-0)
- Kevin Snelgrove, The Official Carry On Facts, Figures and Statistics, Norfolk, Apex Publishing Ltd, 2008 (ISBN 978-1-906358-09-9)
- Richard Webber, 50 Years of Carry On, Londres, Arrow, 2008 (ISBN 978-0-09-949007-4)

## Autres ouvrages
- Morris Bright et Robert Ross, Mr Carry On – The Life & Work of Peter Rogers, Londres, BBC Books, 2000 (ISBN 978-0-563-55183-6)
- Andy Davidson, Carry On Confidential, Londres, Miwk, 2012 (ISBN 978-1-908630-01-8)
- Kenneth Eastaugh, The Carry On Book, Londres, David & Charles, 1978 (ISBN 978-0-7153-7403-0)
- Sally Hibbin et Nina Hibbin, What a Carry On, Londres, Hamlyn, 1988 (ISBN 978-0-600-55819-4)
- Norman Hudis, No Laughing Matter, Londres, Apex, 2008 (ISBN 978-1-906358-15-0)
- Adrian Rigelsford, Carry On Laughing : A Celebration, Londres, Virgin, 1996 (ISBN 978-0-7535-0006-4)
- Simon Sheridan, Keeping the British End Up – Four Decades of Saucy Cinema, Londres, Titan Books, 2011 (ISBN 978-0-85768-279-6)